# Nicole Böhm

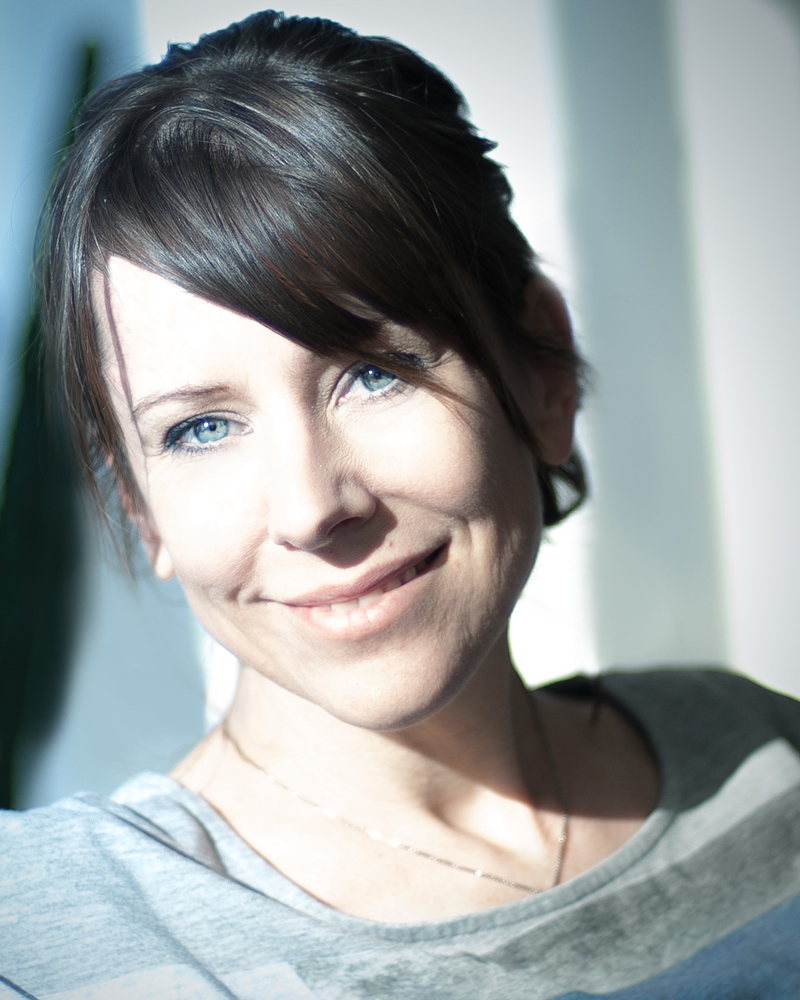
Nicole Böhm

Nicole Böhm (* 3. Juni 1974 als Nicole Brossart in Germersheim) ist eine deutsche Autorin, die hauptsächlich Urban Fantasy schreibt.

## Leben
Böhm begann zunächst eine Ausbildung zur Kosmetikerin, bevor sie 20-jährig am Glendale Community College in Phoenix (Arizona) Zeichen- und Schauspielunterricht nahm. Es folgte eine Ausbildung an der American Musical and Dramatic Academy in New York. Nach ihrer Rückkehr nach Deutschland arbeitete sie als Assistentin einer Rechtsabteilung und fotografierte nebenberuflich für eine Tierfotoagentur.
Sie lebt mit ihrem Mann in Speyer.

## Literarisches Wirken
Von 2014 bis 2020 erschien bei Greenlight Press die von Böhm verfasste Serie Die Chroniken der Seelenwächter. Monatlich wurde ein neuer Band veröffentlicht. Band 1 wurde im Januar 2015 von der Phantastischen Akademie für den Seraph 2015 nominiert. Nachdem sie im selben Jahr den dritten Platz in der Kategorie „Beste Serie“ beim Publikumspreis Deutschen Phantastik Preis erreichte, gewann sie ihn in den Jahren 2016 und 2017. Am 4. November 2017 fand im theater am puls in Schwetzingen eine ausverkaufte Vorstellung des Livehörspiels Die Chroniken der Seelenwächter statt.
Böhm ist Mitglied im Bundesverband junger Autoren und Autorinnen und erstellt die Cover und Grafiken für ihre Geschichten selbst.

## Auszeichnungen
- 2015: Nominierung für den Phantastik-Literaturpreis Seraph – Longlist[10]
- 2015: 3. Platz Deutscher Phantastik Preis in der Kategorie „Beste Serie“ für Die Chroniken der Seelenwächter[5]
- 2016: 1. Platz Deutscher Phantastik Preis in der Kategorie „Beste Serie“ für Die Chroniken der Seelenwächter[6][11]
- 2017: 1. Platz Deutscher Phantastik Preis in der Kategorie „Beste Serie“ für Die Chroniken der Seelenwächter[7]
- 2017: LovelyBooks Leserpreis in der Kategorie Bestes E-Book Only für Die Chroniken der Seelenwächter – Vergiss mich nicht
- 2019: 1. Platz Deutscher Phantastik Preis in der Kategorie Bester deutscher Roman für Vermächtnis der Grimms – Wer hat Angst vorm bösen Wolf?[12]

## Werke (Auswahl)
- Maddrax, Folge 395: Die Welt im Chaos, Bastei Entertainment, 2015, ISBN 978-3-7325-0901-0.

### Die Chroniken der Seelenwächter
- Die Chroniken der Seelenwächter (Bände 1–40), Greenlight Press, Karlsruhe 2014–2020 (E-Books)
- Die Suche, (E-Books 1–3), Greenlight Press, 2016, ISBN 978-3-95834-147-0
- Tödliche Vergangenheit, (E-Books 4–6), Greenlight Press, 2016, ISBN 978-3-95834-191-3
- Blutrache, (E-Books 7–9), Greenlight Press, 2016, ISBN 978-3-95834-219-4
- Der Verrat, (E-Books 10–11), Greenlight Press, 2017, ISBN 978-3-95834-237-8
- Erweckung, (E-Book 12), Greenlight Press, 2017, ISBN 978-3-95834-238-5
- Die Archive der Seelenwächter: Weg des Kriegers. Greenlight Press, 2016, ISBN 3-95834-176-4
- Die Archive der Seelenwächter: Der geheime Akkord. Greenlight Press, 2021, ISBN 978-3-948695-30-9
- Fremde Gefahren, (E-Books 13–15), Greenlight Press, 2018, ISBN 978-3-95834-293-4
- Entfessle den Jäger, (E-Books 16-18), Greenlight Press, 2019, ISBN 978-3-95834-321-4
- Ruf der Dowanhowee (E-Books 19-21), Lindwurm Verlag, 2020, ISBN 978-3-948695-02-6
- Der Weg in die Hölle (E-Books 22-23), Lindwurm Verlag, 2020, ISBN 978-3-948695-12-5
- Tödliche Mächte 1 (E-Books 25-27), Lindwurm Verlag, 2021, ISBN 978-3-948695-56-9
- Tödliche Mächte 2 (E-Books 28-30), Lindwurm Verlag, 2022, ISBN 978-3-948695-90-3
- Tödliche Mächte 3 (E-Books 31-33), Lindwurm Verlag, 2023, ISBN 978-3-7568-1838-9

### Das Vermächtnis der Grimms
- Das Vermächtnis der Grimms – Wer hat Angst vorm bösen Wolf? Drachenmond-Verlag, 2018, ISBN 978-3-95991-831-2
- Das Vermächtnis der Grimms – Spieglein, Spieglein an der Wand. Drachenmond-Verlag, 2019, ISBN 978-3-95991-832-9

### Golden Hill
- Golden Hill Touches. HarperCollins Imprint Mira Taschenbuch, Hamburg 2022, ISBN 978-3-7457-0297-2
- Golden Hill Kisses. Mira Taschenbuch, Hamburg 2022, ISBN 978-3-7457-0310-8
- Golden Hill Nights. Mira Taschenbuch, Hamburg 2022, ISBN 978-3-7457-0300-9

### Let’s be (mitAnabelle Stehl)
- Let’s be Wild. Mira Taschenbuch, Hamburg 2023, ISBN 978-3-7457-0345-0
- Let’s be Bold. Mira Taschenbuch, Hamburg 2023, ISBN 978-3-7457-0369-6
- Let’s be Free. Mira Taschenbuch, Hamburg 2024, ISBN 978-3-7457-0430-3

### L.A.Love
- Running up that Hill. Reverie Verlag, 2024, ISBN 978-3-7457-0426-6
- Looking down the Valley. Reverie Verlag, 2024, ISBN 978-3-7457-0429-7

### In Anthologien
- Der Grimmfluch, in: In Hexenwäldern und Feentürmen. Herausgegeben von Christian Handel. Drachenmond Verlag, Leverkusen 2017, ISBN 978-3-95991-266-2.
- Auf tödlichen Sohlen, in Der Fall Marietta King 1 enthalten, Greenlight Press, ISBN 978-3-95834-159-3